# Cambligneul
Cambligneul is een gemeente in het Franse departement Pas-de-Calais (regio Hauts-de-France) en telt 323 inwoners (1999). De plaats maakt deel uit van het arrondissement Arras.

## Geografie
De oppervlakte van Cambligneul bedraagt 4,7 km², de bevolkingsdichtheid is 68,7 inwoners per km².
De onderstaande kaart toont de ligging van Cambligneul met de belangrijkste infrastructuur en aangrenzende gemeenten.

## Demografie
Onderstaande figuur toont het verloop van het inwonertal (bron: INSEE-tellingen).